# Кам'яна Балка (Вознесенський район)
Кам'яна́ Ба́лка(Черевков) —  село в Україні, у Прибужанівській сільській громаді Вознесенського району Миколаївської області. Населення становить 23 осіб. До 2016 року орган місцевого самоврядування — Тімірязєвська сільська рада.

## Географія
У селі бере початок річка Кам'яна Балка.